# Nicolás Barrientos (futbolista)
Nicolás Claudio Barrientos (El Jagüel, Argentina; 5 de abril de 1995) es un futbolista argentino. Juega como Mediocampista y su equipo actual es Club Guaraní de la Primera División de Paraguay.

## Trayectoria

### Infancia e inferiores
Jugó en las inferiores de Banfield.

### Tristán Suárez
Debutó el 11 de marzo de 2015 por la fecha 5 del Campeonato de Primera B 2015 Metropolitana, frente a Acassuso, con Pedro Monzón como entrenador.
Convirtió su primer gol el 21 de mayo de 2016 en el Campeonato de Primera B 2016 Metropolitana por la fecha 16 en un triunfo de 2 tantos contra 1 con Atlanta.

### Güemes
En el año 2021 jugó una temporada en la Primera Nacional con Güemes.

### All Boys
Al año siguiente llegó a la institución de Floresta para disputar la el Campeonato de Primera Nacional 2022.

## Estadísticas
Actualizado al 1 de enero de 2023
| Equipo                                  | Div.                | Temporada           | Liga  | Liga  | Copa Nacional(1) | Copa Nacional(1) | Copa Internacional | Copa Internacional | Total | Total |
| Equipo                                  | Div.                | Temporada           | Part. | Goles | Part.            | Goles            | Part.              | Goles              | Part. | Goles |
| Tristán Suárez Argentina                | 3.ª                 |                     |       |       |                  |                  |                    |                    |       |       |
| Tristán Suárez Argentina                | 3.ª                 | 2015                | 12    | 0     | -                | -                | -                  | -                  | 12    | -     |
| Tristán Suárez Argentina                | 3.ª                 | 2016                | 13    | 1     | -                | -                | -                  | -                  | 13    | 1     |
| Tristán Suárez Argentina                | 3.ª                 | 2016-17             | 35    | 1     | -                | -                | -                  | -                  | 35    | 1     |
| Tristán Suárez Argentina                | 3.ª                 | 2017-18             | 34    | 2     | 1                | 0                | -                  | -                  | 35    | 2     |
| Tristán Suárez Argentina                | 3.ª                 | 2018-19             | 21    | 3     | -                | -                | -                  | -                  | 21    | 3     |
| Tristán Suárez Argentina                | 3.ª                 | 2019-20             | 16    | 2     | -                | -                | -                  | -                  | 16    | 2     |
| Tristán Suárez Argentina                | Total               | Total               | 131   | 9     | 1                | 0                | -                  | -                  | 132   | 9     |
| Güemes Argentina                        | 2.ª                 | 2021                | 21    | 0     | -                | -                | -                  | -                  | 21    | 0     |
| Güemes Argentina                        | Total               | Total               | 21    | 0     | -                | -                | -                  | -                  | 21    | 0     |
| All Boys Argentina                      | 2.ª                 | 2022                | 35    | 6     | -                | -                | -                  | -                  | 35    | 6     |
| All Boys Argentina                      | Total               | Total               | 35    | 6     | -                | -                | -                  | -                  | 35    | 6     |
| Instituto Argentina                     | 1.ª                 | 2023                | 0     | 0     | 0                | 0                | -                  | -                  | 0     | 0     |
| Instituto Argentina                     | Total               | Total               | 0     | 0     | 0                | 0                | -                  | -                  | 0     | 0     |
| Total en su carrera                     | Total en su carrera | Total en su carrera | 187   | 9     | 1                | 0                | -                  | -                  | 188   | 15    |
| (1) Incluye datos de la Copa Argentina. |                     |                     |       |       |                  |                  |                    |                    |       |       |

Fuente: transfermarkt.com.ar, int.soccerway.com